# Teemu Nikki
Teemu Nikki (Sysmä, 1975) è un regista, sceneggiatore, autore televisivo e produttore cinematografico finlandese.
Il suo cinema è apertamente debitore di John Carpenter e dei film di serie B americani. Il suo genere d'elezione è la commedia.

## Biografia
Figlio di un allevatore di maiali di provincia, si avvicina alla regia da autodidatta. Comincia realizzando numerosi cortometraggi che vengono presentati a festival di cinema internazionali come il Sundance, Cannes, Toronto, Bucheon e Chicago.
Nel 2013 si è fatto notare in patria creando la webserie per ragazzi #lovemilla, durata 3 stagioni. La serie, che affronta in maniera surreale ancorché esplicita tematiche giovanili tra cui la masturbazione e le molestie sessuali, ha avuto un notevole successo, venendo vista 4 milioni di volte in due mesi sulla piattaforma online dell'emittente Yle dov'era trasmessa, totalizzando inoltre altri 2,8 milioni di visualizzazioni tramite YouTube e Facebook. Oltre a risultare il programma per ragazzi più popolare nella storia di Yle, #lovemilla è stata premiata come miglior format drammatico agli Eurovision Creative Days, organizzati dall'Unione europea di radiodiffusione, e ha vinto due volte il Kultainen Venla, il premio nazionale della TV finlandese, come miglior programma per bambini e ragazzi. Nel 2015, dopo la conclusione della webserie, Nikki ne ha diretto un sequel per il cinema, Lovemilla.
Nel 2016 ha creato un'altra serie di successo per Yle, Sekasin, su di quattro adolescenti con problemi mentali che vivono all'interno di un ospedale psichiatrico. Oltre a fruttargli un altro Kultainen Venla come regista TV dell'anno, la serie è stata venduta in diversi Paesi e ne sono stati tratti dei remake in Germania (come Freaks), Francia (come Mental) e Italia (come Mental).
Nel 2018 il suo terzo lungometraggio, Euthanizer, è stato selezionato come candidato finlandese nella categoria del miglior film in lingua straniera ai premi Oscar 2019, senza però raggiungere la cinquina finale. Per il film, Nikki ha vinto il premio Jussi, il premio cinematografico nazionale finlandese, per la miglior sceneggiatura.
Nel 2021 Il cieco che non voleva vedere Titanic, interpretato dall'attore non professionista affetto da sclerosi multipla Petri Poikolainen, segna il suo primo lungometraggio ad essere presentato in uno dei tre maggiori festival cinematografici, vincendo inoltre l'inaugurale premio degli spettatori della sezione Orizzonti Extra alla 78ª Mostra internazionale d'arte cinematografica di Venezia.
Nel 2025 raggiunge per la prima volta il successo di pubblico col suo ottavo lungometraggio 100 litri di birra, che totalizza 200 000 spettatori in Finlandia, più del doppio di quelli di tutti i suoi sette precedenti messi assieme. A tal proposito, Nikki ha dichiarato che «i finlandesi non si entusiasmano facilmente: c'è voluto un decennio perché scoprissero i miei film e apprezzassero il mio umorismo, ma alla fine, a forza di prendere a testate una parete per tanti anni, le pareti si sono arrese».

## Filmografia

### Cortometraggi
- Möykky (1995)
- Kissanpäivät (1996)
- Ursula & Artturi (1998)
- Menestyjä (2005)
- Finns Drink the Most Coffee In the World (2006)
- Un compagno (Kaveri) (2007)
- Eredità (Perintö) (2008)
- Mamma non gioca più a bowling (Äiti ei enää keilaa) (2009)
- Play God (2010)
- Hyvä päivä (2011)
- Kalajuttu (2011)
- Komero (2012)
- Dietro la tenda (Verhon takaa) (2013)
- Tette (Tissit) (2014)
- Halko (2016)
- Fantasia (2016)
- Pilkkihiihto (2018)
- Donna delle pulizie (Siivoja) (2018)
- All Inclusive (2019)
- Mom (Tuulikki) (2023)

### Lungometraggi
- 3 volte Simo (3Simoa) (2012)
- Lovemilla (2015)
- Euthanizer (Armomurhaaja) (2017)
- Nimby: Not In My Backyard (Nimby) (2020)
- Il cieco che non voleva vedere Titanic (Sokea mies, joka ei halunnut nähdä Titanicia) (2021)
- Snot & Splash - Il mistero dei buchi scomparsi (Räkä ja Roiskis) (2023)
- La morte è un problema dei vivi (Peluri - Kuolema on elävien ongelma) (2023)
- 100 litri di birra (100 litraa sahtia) (2024)

### Televisione
- #lovemilla – serie TV, 69 episodi (2013-2014)
- Nymphs (Nymfit) – serie TV, 12 episodi (2014)
- Sekasin – serie TV, 33 episodi (2016-2021)
- Mister 8 – miniserie TV, 8 puntate (2021)
- Tupa 13 – serie TV, 7 episodi (2023)

## Premi e candidature
- Festa del cinema di Roma
  - 2023 - In concorso (Progressive) con La morte è un problema dei vivi
  - 2024 - In concorso (Progressive) con 100 litri di birra
- Mostra internazionale d'arte cinematografica di Venezia
  - 2021 - Premio degli spettatori - Armani Beauty per Il cieco che non voleva vedere Titanic
- Festival di Cannes
  - 2019 - In concorso (Cortometraggi) con All Inclusive
- Premi Jussi
  - 2016 - Candidatura alla miglior sceneggiatura per Lovemilla
  - 2018 - Miglior sceneggiatura per Euthanizer
  - 2018 - Candidatura al miglior film per Euthanizer
  - 2018 - Candidatura al miglior regista per Euthanizer
  - 2019 - Candidatura al miglior cortometraggio per Siivooja
  - 2022 - Candidatura al miglior film per Il cieco che non voleva vedere Titanic
  - 2024 - Candidatura alla miglior sceneggiatura per La morte è un problema dei vivi
- Tokyo International Film Festival
  - 2017 - Miglior sceneggiatura per Euthanizer